# Barylypa caucasica
Barylypa caucasica är en stekelart som först beskrevs av Meyer 1935.  Barylypa caucasica ingår i släktet Barylypa och familjen brokparasitsteklar. Inga underarter finns listade.